# 肌短鳍鱼龙属
肌短鳍鱼龙（学名：Myobradypterygius）是大眼鱼龙科鱼龙已灭绝的一个属，生存于早白垩世（巴列姆期至豪特里维期）的阿根廷可能还有智利。仅有一个已知物种即豪氏肌短鳍鱼龙（M. hauthali），以前曾被当作扁鳍鱼龙的一个种。

## 发现与命名
正模标本MLP 79-I-30-2包括一条脊柱及相关前肢，由鲁道夫·豪萨尔于1900至1925年间在阿根廷法马蒂纳山脉发现。该标本由冯·许纳（1925年）首次描述，他重建了前肢并将其描述为与肌鳍鱼龙（Myopterygius，现为佩氏鱼龙）近缘。
第二件标本MLP 79-I-30-1包括一个左肱骨及一只前鳍，由冯·许纳（1927年）在同一篇论文中描述。两件标本被认为属于同一物种，作者将其命名为豪氏肌短鳍鱼龙（Myobradypoterygius hauthali）。
第二个物种莫勒斯肌短鳍鱼龙（M. mollensis）由鲁斯科尼（1938年）根据标本MHN-PV 106——阿根廷洛斯莫勒斯组发现的一组椎骨所命名，但现已成为扁鳍鱼龙的异名，在2024年对该属的重新评估中也没有提及。
麦高文（1972年）认为豪氏肌短鳍鱼龙是扁鳍鱼龙的异名，并将其更名为豪氏扁鳍鱼龙。
斯廷内斯贝克等人（2014年）描述了来自智利扎帕塔组的约40件鱼龙类标本，其中部分曾被归入扁鳍鱼龙。作者将其中几件标本归入后来的豪氏肌短鳍鱼龙。
费尔南德斯与阿格雷-乌雷塔（2005年）重新检视了正模标本，并首次确认其不属于扁鳍鱼龙。坎波斯等人（2024年）将肌短鳍鱼龙恢复为一个独立于扁鳍鱼龙的属。

## 分类
肌短鳍鱼龙于1925年被认为与佩氏鱼龙类似，于1972年成为扁鳍鱼龙的异名，并于2024年被归入大眼鱼龙科。